# Danielle Minazzoli
Danielle Minazzoli (* 24. Oktober 1941 in Paris als Danièle Eliane Michèle Minazzoli) ist eine französische Tänzerin und Schauspielerin.

## Leben
Danielle Minazzoli begann ihre Karriere als Tänzerin, bis sie im Jahr 1970 ihre erste Filmrolle in Alles tanzt nach meiner Pfeife bekam. Die meisten ihrer Rollen bekleidete sie in Filmen, in denen auch ihr ehemaliger Ehemann Pierre Richard mitspielte, so in Der Zerstreute (1970), Alfred, die Knallerbse (1972), Ich weiß von nichts und sage alles (1973), Der lange Blonde mit den roten Haaren (1974), Die Schiffbrüchigen der Schildkröteninsel (1976), Zwei Kamele auf einem Pferd (1980) und Un chien dans un jeu de quilles (1983). Ihre bislang letzte Rolle hatte sie 1992 in dem Film À quoi tu penses-tu? von Didier Kaminka. Neben ihren Filmauftritten war sie auch vereinzelt am Theater zu sehen.
Danielle Minazzoli war Pierre Richards (bürgerlich Pierre-Richard Defays) erste Ehefrau, den sie im Jahr 1960 heiratete. Aus dieser Verbindung stammen zwei Söhne, die Musiker Christophe Defays (* 1960) und Olivier Defays (* 1965). Sie ist die jüngere Schwester der Schauspielerin Christiane Minazzoli (1931–2014).

## Filmografie
- 1970: Alles tanzt nach meiner Pfeife (L’Homme orchestre)
- 1970: Der Zerstreute (Le Distrait)
- 1972: Alfred, die Knallerbse (Les malheurs d’Alfred)
- 1973: Ich weiß von nichts und sage alles (Je sais rien, mais je dirai tout)
- 1974: Der lange Blonde mit den roten Haaren (La moutarde me monte au nez)
- 1976: Die Schiffbrüchigen der Schildkröteninsel (Les naufragés de l’île de la Tortue)
- 1976: Die kleinen Französinnen – Das erste Mal (La première fois)
- 1978: Lolita prête à tout
- 1980: Zwei Kamele auf einem Pferd (C’est pas moi, c’est lui)
- 1980: Une nuit rêvée pour un poisson banal
- 1983: Un chien dans un jeu de quilles
- 1992: À quoi tu penses-tu?